# 4096 Kushiro
4096 Kushiro este un asteroid din centura principală, descoperit pe 15 noiembrie 1987 de Seiji Ueda și Hiroshi Kaneda.